# Marfil de Tréveris

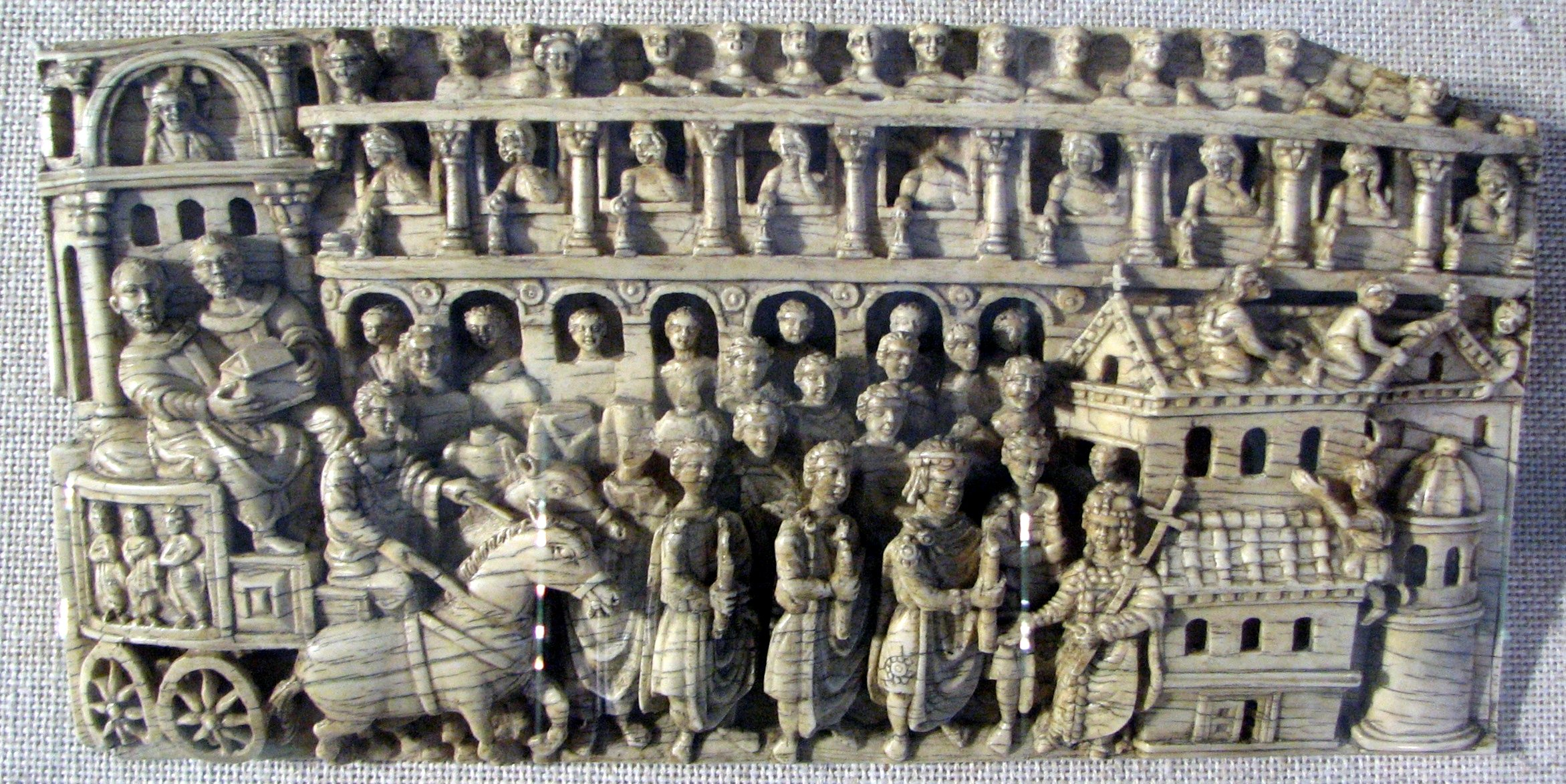
El Marfil de Tréveris.

El Marfil de Tréveris o el Traslado de reliquias de marfil es una obra de arte que se encuentra en el Tesoro de la Catedral en Tréveris, Alemania. El relieve del siglo IV es una pieza tallada en marfil del Imperio Bizantino. Fue adquirida por la Catedral de Tréveris en 1844. La obra se considera un "enigma del arte bizantino temprano" y los estudiosos han debatido sobre la fecha de fabricación de la pieza, su ubicación original y quién está representado.  El panel está relativamente intacto, aparte de daños mínimos en las esquinas superior derecha e inferior izquierda y algunas figuras han perdido la cabeza. 

## Descripción general
El Marfil de Tréveris estaba destinado a leerse de izquierda a derecha y representa la ceremonia conocida como adventus, un desfile por la ciudad con que se celebraba la visita de un emperador, acompañado por figuras eclesiásticas de alto rango y, a veces, por reliquias sagradas. La visita de un emperador habría sido un acontecimiento importante para una ciudad, lo que la convierte en un escenario comúnmente recreado. 

### Descripción
En el centro y ligeramente a la derecha está un emperador, coronado y adornado con vestimentas propias de la realeza durante el primer período bizantino; encabeza la procesión, acompañado por funcionarios de la corte. Dos obispos siguen al emperador, montados en un carro tirado por mulas o ponis y sosteniendo una caja que se cree que contiene las sagradas reliquias. Las figuras ubicadas en los arcos del nivel medio y las ventanas del nivel superior son los ciudadanos que dan la bienvenida al emperador y a las reliquias. En la esquina inferior derecha se puede ver una figura un poco más pequeña frente al emperador; la figura es la de una mujer y se acepta que representa a una emperatriz. La emperatriz sostiene una cruz contra su hombro izquierdo, mientras su mano derecha se extiende hacia el emperador en un gesto de bienvenida. Directamente detrás de la emperatriz hay un edificio adornado con cruces en los remates del tejado. Esta es una basílica donde se exhibirán las santas reliquias. La media figura ubicada en la esquina superior izquierda del panel, directamente encima de los obispos sentados, es una representación de Cristo con su nimbo cruciforme.
Se debate la identificación de las representaciones del emperador y la emperatriz; algunos historiadores del arte creen que la pareja podría ser Constantino el Grande y su madre Helena o Justiniano II y su esposa. 
Pulqueria llevó muchas reliquias sagradas a las iglesias de Constantinopla. Se ha interpretado que el marfil de Tréveris representaría la instalación de una de estas reliquias. El historiador Kenneth Holum describe el Marfil así:
"En el Marfil, Teodosio viste un traje distintivo y se inclina ligeramente hacia adelante, pero esencialmente sigue siendo sólo una parte del cortejo y, por lo tanto, del contexto ceremonial. La dirección del movimiento del carro inexorablemente hacia la escena de la derecha, hacia la diminuta mujer vestida con el rico atuendo de augusta ... en donde se depositarán las santas reliquias." 
 Sin embargo, esta interpretación es controvertida,  y una opinión más reciente es que el marfil representa a la posterior emperatriz Irene del siglo VIII, quien patrocinó la renovación de la Iglesia. 
Leslie Brubaker señala que encima de los obispos en su carro se muestra una escultura de Cristo bajo un arco. Se considera que se trata de la Puerta de Chalke, pero no hay evidencia de que tuviera tal imagen o icono antes del año 800. Se sugiere que el marfil fue creado después del repudio de la iconoclasia en el Concilio de Nicea de 787.

### Citas y estilo
Existe mucho debate entre los estudiosos sobre la fecha exacta en la que se fabricó el marfil. La fecha aceptada del Marfil de Tréveris es de alrededor del siglo IV d. C. debido al estilo de la vestimenta de las figuras y a la iconografía con la que se representa a Cristo. 
Las figuras en marfil están talladas exentas del fondo y las extremidades de las figuras individuales también están libres. Ésta es una característica frecuente de muchos de los primeros marfiles bizantinos.  Además, cada figura está notablemente individualizada. 